# 鱷魚小頑皮愛洗澡

玩家需要通过挖挖掘土壤和利用机关将清水引入小鳄鱼的浴缸以通关，同时还要尽可将3只鸭子灌满。

《鱷魚小頑皮愛洗澡》（英語：Where's My Water，又名《我的水呢》、《小鳄鱼爱洗澡》、《鳄鱼洗澡》）是一款由 Creature Feep 開發、迪士尼移動發行的益智遊戲。该游戏可以在Microsoft Windows、iOS和Android系統上运行。在游戏中，玩家需要想辦法挖掘通道，透過層層泥土和障礙，最终把水引進鱷魚「小頑皮」（Swampy）的浴缸裡，讓他洗個乾淨的澡。游戏角色小顽皮是迪士尼針對遊戲所設計的全新角色。

## 簡介

### 小顽皮
住在城市下水道的鱷魚小顽皮希望像人類一樣生活，他非常爱乾淨。但鱷魚大顽固不滿小頑皮的怪癖，密謀破壞小頑皮的水源供應，设置了各种各样的机关阻止小顽皮洗澡。玩家需要开凿土壤、调整管道和挡板，把水引到小顽皮的浴缸，并尽可能地灌满地图中的三只鸭子，且不能让其他液体流进水管。

### 大顽固
大顽固喜欢吃东西，但是恶心的水藻把食物包裹住了，只有毒液才能够清除水藻。玩家需要按照帮助小顽皮的方法，把毒液引入水管并收集鸭子。

### 爱丽
爱丽（Allie）需要使用蒸汽作为动力演奏音乐，玩家需要用上面两者一样的方法来完成挑战。

### 挑战关卡
少量关卡有不同的挑战，比如更换鸭子的类型、不能收集鸭子、不能触动某个装置，甚至要把水流光而不能进入水管。

### 神秘鸭
神秘鸭（Mystery Duck）是要求收集物品的一类，较普通的鸭子更加难得，它们总是来无影去无踪。

## 章節與關卡列表

### 小頑皮
共 10 個章節（每章節 20 關）＋20 獎勵關卡＋5 隱藏關卡
1. 你好，小頑皮（Meet Swampy）
2. 渾水摸魚（Trouble Waters）
3. 知難而進（Under Pressure）
4. 小澤龍蛇（Sink or Swim）
5. 變化是好事（Change is Good）
6. 沸點（Boiling Point）
7. 捉襟見肘（Stretched Thin）
8. 謹慎用風（Caution to the Wind）
9. 乘風破浪（Rising Tide）
10. 我愛乾燥（Out to Dry）

### 愛麗
共 4 個章節（每章節 20 關）＋24 挑戰關卡＋8 獎勵關卡＋1 隱藏關卡
1. 持續升溫（Warming Up）
2. 調諧（Tuning In）
3. 上升至頂（Rising to the Top）
4. 蒸氣交響樂（Symphony in Steam）

### 大頑固的故事
共 4 個章節（每章節 20 關）＋24 個挑戰關卡＋8 挑戰獎勵關卡＋2 隱藏關卡
1. 大頑固的第一課（Cranky's First Course）
2. 餓慘了（Hunger Pains）
3. 裝滿它（Bulking Up）
4. 塞得過滿（Overstuffed）

### 神秘鴨
共 10 個章節（每章節 20 關）＋1隱藏關卡
内容和小顽皮一样，只不过普通的鸭子被换成了神秘鸭。

### 失落的關卡
共4個章節，2、3、4为免费版中节日特别关卡，1为每周关卡
1. 每週快退（Weekly Rewind）：15一般關卡＋1獎勵關卡
2. 夏日一天（Days of Summer）：12一般關卡＋1獎勵關卡
3. 巧手愛心（Hearts and Crafts）：10一般關卡＋1獎勵關卡
4. 小頑皮的十天（10 Days of Swampy）：10一般關卡＋1獎勵關卡

### 每週關卡
每個關卡有效期限7天，超過期限後即換成新關卡。
1. 小頑皮會在每個禮拜三推出新關卡
2. 愛麗、大顽固會在每個禮拜六推出新關卡
3. 神秘鴨會在每個禮拜五推出新關卡

## 特色
此款遊戲是一個基於物理原理的解謎遊戲，具有細緻的圖像、多點觸控及出色的音質效果。玩家需要开动脑筋才能成功过关，另外還要小心避开地底青苔、有毒軟泥、機關等陷阱。
在小頑皮故事的十個主題章節裡，玩家要負責讓水再流起來，使小頑皮洗澡；而大頑固故事的两個主題章節裡，玩家要負責讓毒水融掉水藻，好讓大頑固進食。

## 外部連結
- （英文）鱷魚小頑皮愛洗澡官方網站 （页面存档备份，存于）
- 鳄鱼小顽皮爱洗澡App Store页面 （页面存档备份，存于）